# Argyrosomus beccus
Argyrosomus beccus es una especie de pez de la familia Sciaenidae en el orden de los Perciformes.

## Morfología
• Los machos pueden llegar alcanzar los 23 cm de longitud total.

## Hábitat
Es un pez  de clima subtropical y bentopelágico.

## Distribución geográfica
Se encuentran en Sudáfrica.

## Observaciones
Es inofensivo para los humanos.